# فوویه
شهر فوویه (به فرانسوی: Fauvillers) در شهرستان بستونی  در استان لوکزامبورگ  در منطقه فدرال والوون در کشور بلژیک واقع شده‌است.